# Seiichirō Yasui
Seiichirō Yasui (安井 誠一郎, Yasui Seiichirō) va nàixer l'11 de març de 1891 i va ser un polític i burocrata japonés que va exercir com a Governador de Tòquio de 1947 fins a 1959. Fou el primer governador elegit democràticament de la història. Després del seu mandat com a governador fou elegit membre de la Cambra de Representants del Japó per la circumscripció de Tòquio l'any 1960 pel PLD.

## Com a Governador de Tòquio
El 23 de juliol de 1946 és nomenat cap de la prefectura metropolitana de Tòquio, però el 13 de març de 1946 deixa el càrrec sent remplaçat per Kazumi Iinuma. Ja en el mateix any, amb l'arribada de la democràcia, Yasui decideix presentar-se a les primeres eleccions democràtiques per a cap de la prefectura de Tòquio (eleccions a governador de Tòquio de 1947). El dia 14 d'abril de 1947, Yasui és elegit governador gràcies en part al suport dels partits dretans de l'època (en concret, el Partit Liberal). Guanyà les primeres eleccions amb només 90.000 vots de diferència amb el candidat del Partit Socialista del Japó, Daikichirō Tagawa, cristià i activista pel sufragi universal d'abans de la guerra, ara amb 77 anys.
El 3 de maig de 1947 en virtut de l'aprovació de la llei d'autonomia local, el càrrec de "Cap de la Prefectura Metropolitana de Tòquio" passa a ser el de Governador de Tòquio.
En el transcurs dels seus tres mandats al càrrec, Yasui va rebutjar enèrgicament fer front als problemes de reconstrucció i subministrament d'aliments que tenia la capital després de la guerra.
En 1959 va rebutjar tornar a presentar-se per a un quart mandat i deixà el càrrec. Poc després fou ditinguit com a ciutadà d'honor de Tòquio.